# تاريخ ويسكونسن
تاريخ ويسكونسن لا يشمل فقط قصة الناس الذين عاشوا في ويسكونسن منذ أن أصبحت ولاية في الولايات المتحدة، ولكن أيضا قصة القبائل الأمريكية الأصلية الذي جعلوا من ويسكونسن وطنهم لهم، والمستوطين الفرنسيين والبريطانيين أول الأوروبيون بالعيش هناك، والمستوطنين الأمريكيين الذين عاشوا في ويسكونسن عندما كانت إقليماً. منذ انضمامها إلى الاتحاد في 29 مايو 1848 لتكون الولاية الثلاثين، كانت ويسكونسن متنوعة عرقياً، واليانكيز من بين أوائل من وصلوا من نيويورك ونيو انغلند. وقد سيطروا على صناعة الولاية الثقيلة والمال والسياسة والتعليم. تبعتهم أعداد كبيرة من المهاجرين الأوروبيين، بما في ذلك أميركيون ألمان، أغلبهم بين 1850 و 1900، اسكندنافيون (أكبر مجموعاتهم أميركيون نرويجيون) ومجموعات أصغر من الأميركيين البلجيك والأميركيين الهولنديين والأميركيين السويسريين والأميركيين الفنلنديين والأمريكيين الإيرلنديون وغيرهم؛ في القرن العشرين، جاءت أعداد كبيرة من الأمريكيين البولنديين والأمريكيين الأفارقة، واستقروا أساساً في ميلووكي. سياسيا كانت الولاية في الغالب جمهورية حتى السنوات الأخيرة، عندما أصبحت متوازنة أكثر بالتساوي. اتخذت الولاية دورا قياديا الوطني في الحركة التقدمية، بقيادة روبرت لا فولت، الأب وعائلته، الذين قاتلوا الحرس القديم بمرارة على المستويين الولائي والوطني. دعت «فكرة ويسكونسن» إلى استخدام التعليم العالي في تحديث الحكومة، وتشتهر الولاية بشبكة قوية للجامعات الولاية.